# Gipsisòl

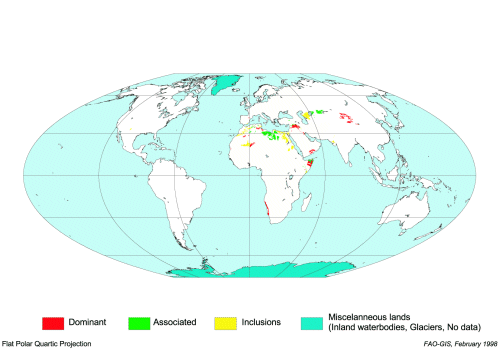
Distribuciómundial dels gipsisòls

Un gipsisòl en la classificació dels sòls Base de Referència Mundial pels Recursos del Sòl són sòls amb una acumulació secundària substancial de guix/algeps (CaSO₄.2H₂O). Es presenten en les parts més àrides.En la classificació USDA soil taxonomy es classifiquen com Gypsids, en la classificació russa soviètica s'anomenaven sòls desèrtic.
Els gipsisòls es desenvolupen majoritàriament en sòls sense consolidar al·luvials, col·luvials i en dipòsits eòlics rics en bases químiques de materials meteoritzats. La vegetació dominant és llenyosa i xeròfila o d'herbàcies efímeres. El perfil del sòl és amb horitzons A, B i C. L'acumulació de guix, amb carbonats o sense, es concentra dins i sota l'horitzó B.
Els gipsisòls profunds regables poden tenir una gran varietat de conreus. Els rendiments baixen molt allà on hi ha un horitzó petroguixenc a poca fondària. Hi pot haver problemes de subsidència i altres.
Es calcula que al món hi ha uns 100 milions d'hectàrees ocupades per gipsisòls. On n'hi ha més és al voltant de Mesopotàmia, zones àrides de Mitjà Orient i l'adjacent Àsia central a més dels deserts de Líbia i Namíbia, el sud-est i centre d'Austràlia i le sud-oest dels Estats Units.